# Коэффициент амплитудной модуляции
Коэффицие́нт амплиту́дной модуля́ции (коэффициент АМ, устаревшее название — глубина́ модуляции) — основная характеристика амплитудной модуляции — безразмерная величина, численно равная отношению разности между максимальным и минимальным значениями амплитуд модулированного сигнала к сумме этих значений, выраженная в процентах:
{\displaystyle m=100\cdot (A_{\text{max}}-A_{\text{min}})/(A_{\text{max}}+A_{\text{min}}).}
Практически часто применяют также понятия «коэффициент АМ вверх» и «коэффициент АМ вниз», означающие максимальные отклонения мгновенной амплитуды сигнала соответственно в большую и меньшую стороны от среднего значения.

## Измерения
- Для измерения коэффициента АМ используются модулометры, когда не требуется высокая точность измерений, можно определять коэффициент АМ по осциллографу, измеряя максимальную и минимальную амплитуды сигнала.
- Эталонными мерами коэффициента являются специальные поверочные установки — калибраторы измерителей коэффициента АМ.